# Carol J. Adams
Carol J. Adams (1951) è una saggista e attivista statunitense.
I suoi libri analizzano i collegamenti tra l'oppressione delle donne e i diritti animali in particolare nelle opere The Sexual Politics of Meat (1990, "Carne da macello. La politica sessuale della carne", 2020) e The Pornography of Meat (2004). Ha pubblicato circa 100 articoli su giornali, libri, mensili ed enciclopedie riguardo a vegetarianismo, diritti animali e abusi sessuali.

## Biografia
Carol nacque nel 1951. Studiò all'Università di Rochester, dove, come studentessa, si batté per portare la facoltà "Women's studies" nell'università. Era anche coinvolta nelle proteste contro la guerra del Vietnam. Si laureò nel 1972.
Nei tardi anni settanta e nei primi anni ottanta fu direttrice esecutiva del Chautauqua County Rural Ministry, Inc. a Dunkirk (New York), un'organizzazione no-profit che si occupava di sensibilizzare l'opinione pubblica riguardo a problemi di povertà, razzismo, e sessismo.
Nel 1987 si trasferì a Dallas dove vive tuttora, perché il suo compagno potesse lavorare in un rifugio per senzatetto e giovani a rischio, "The Stewpot". Lì poté terminare il suo libro The Sexual Politics of Meat, che fu pubblicato nel dicembre 1989.

## Opere
- Carne da macello. La politica sessuale della carne. Una teoria critica femminista vegetariana (The Sexual Politics of Meat: A Feminist-Vegetarian Critical Theory. Continuum, 1990), VandA edizioni, 2020 ISBN 978-88-689-9360-3 (una traduzione in italiano del cap. 2 è in Liberazioni - Rivista di critica antispecista, n. 1, 2010, pp. 23–54). ISBN 0-8264-0455-3
- Ecofeminism and the Sacred. Continuum, 1993. ISBN 0-8264-0586-X
- Neither Man nor Beast: Feminism and the Defense of Animals. Continuum, 1994. ISBN 0-8264-0670-X
- Woman-battering: Creative pastoral care and counseling series. Fortress Press, 1994. ISBN 0-8006-2785-7
- with Marie M. Fortune. Violence against Women and Children: A Christian Theological Sourcebook. Continuum, 1995.
- with Josephine Donovan. Animals and women: Feminist theoretical explorations. Duke University Press, 1995. ISBN 0-8223-1667-6
- The inner art of vegetarianism: Spiritual practices for body and soul. Lantern Books, 2000. ISBN 1-930051-13-1
- Journey to gameland: How to make a board game from your favorite children's book. Lantern Books, 2001. ISBN 1-930051-51-4
- Introduzione. a Howard Williams, The ethics of diet: A catena of authorities deprecatory of the practice of flesh-eating. University of Illinois Press, 2003. ISBN 0-252-07130-1
- Help! My child stopped eating meat!: An A-Z guide to surviving a conflict in diets. Continuum 2004. ISBN 0-8264-1583-0
- Pornography of Meat. Continuum, 2004. ISBN 0-8264-1646-2
- Prayers for Animals. Continuum, 2004. ISBN 0-8264-1651-9
- God listens when you're sad: Prayers when your animal friend is sick or dies. Pilgrim Press, 2005. ISBN 0-8298-1667-4
- God listens to your love : prayers for living with animal friends. Pilgrim Press, 2005. ISBN 0-8298-1665-8
- God listens to your care : prayers for all the animals of the world. Pilgrim Press, 2006. ISBN 0-8298-1666-6
- with Douglas Buchanan and Kelly Gesch. Bedside, bathtub and armchair companion to Frankenstein. Continuum, 2007. ISBN 0-8264-1824-4
- The Feminist Care Tradition in Animal Ethics: A Reader. Columbia University Press, 2007. ISBN 978-0-231-14038-6
- How to eat like a vegetarian even if you never want to be one: More than 250 shortcuts, strategies, and simple solutions. Lantern Books, 2008. ISBN 978-1-59056-137-9
- Living among meat eaters: The vegetarians' survival handbook. Lantern Books, 2008. ISBN 978-1-59056-116-4
- The Foreword to Lisa Kemmerer's anthology Sister Species: Women, Animals, and Social Justice. University of Illinois Press, 2011. ISBN 978-0-252-07811-8[2]

Testi tradotti in italiano
(l'unica fra le opere principali di Carol J. Adams disponibile per intero tradotta in Italiano è Carne da macello)
- Perché un maiale? Un nudo sdraiato svela le interconnessioni tra razza, sesso, schiavitù e specie (PDF). URL consultato il 14 febbraio 2018 (archiviato dall'url originale il 16 febbraio 2015) (2013), trad. it di Ilaria Maccaroni, in Liberazioni - Rivista di critica antispecista, n. 13, 2013, pp. 7–32
- Perché studiare le etiche dell'ambiente? (2012) in Matteo Andreozzi (a cura di), Etiche dell'ambiente. Voci e prospettive, LED: edizioni universitarie, 2012, pp. 50–54, ISBN 978-88-7916-612-6
- La guerra sulla compassione (2006), in Massimo Filippi e Filippo Trasatti (a cura di), Nell'albergo di Adamo. Gli animali, la questione animale e la filosofia, Milano, Mimesis, 2010, pp. 23–38, ISBN 9788857501253
- La costruzione sociale dei corpi commestibili e degli umani come predatori (PDF) (1991), trad. it. di Marco Reggio, in Diogene: filosofare oggi, n. 22, 2011, pp. 44–46
- Anima, Animus, Animale (PDF) (1991), trad. it. di Marco Reggio
- Lo stupro degli animali, la macellazione delle donne (PDF). URL consultato il 31 ottobre 2019 (archiviato dall'url originale il 16 febbraio 2015) (1990), trad. it di Eva Melodia, in Liberazioni - Rivista di critica antispecista, n. 1, 2010, pp. 23–54